# Bania (Beskid Żywiecki)
Bania (ok. 1080 m) – szczyt w Grupie Wielkiej Raczy w Beskidzie Żywiecko-Kisuckim (Kysucké Beskydy na Słowacji). Znajduje się w głównym grzbiecie tego pasma, pomiędzy szczytami Przegibek (1126 m) i Kikula (1119 m), od której oddzielona jest Przełęczą pod Banią. Na mapie słowackiej Bania ma wysokość 1027 m, nazwę Priehybok i utożsamiana jest ze szczytem Przegibek, także na polskiej mapie Compassu Bania i Przegibek to synonimy, jednak na dokładnej poziomicowej mapie Geoportalu (skala 1:10 000), a także na lotniczej mapie Geoportalu są to odrębne szczyty, położone w odległości około 0,4 km od siebie.
Grzbietem Bani przebiega granica polsko-słowacka i Wielki Europejski Dział Wodny. W zachodnim kierunku, na polską stronę, spływa z Bani wiele cieków potoku Śrubita, wschodnie, słowackie stoki, opadają do potoku Brlhov potok. Bania jest całkowicie porośnięta lasem. Biegną przez nią dwa szlaki turystyczne: czerwony, biegnący blisko wierzchołka, oraz niebieski, trawersujący stoki Bani lasem po polskiej stronie, mniej więcej wzdłuż poziomicy 1000 m. Ten ostatni szlak jest przeżytkiem z okresu powojennego, gdy szlaki ze względów wojskowych nie mogły biec wzdłuż granicy. Na Przełęczy pod Banią dawniej znajdowało się turystyczne przejście graniczne, natomiast na przełęczy Przegibek jest węzeł szlaków turystycznych i schronisko PTTK na Przegibku.
W gwarach ludowych mieszkańców Karpat słowo bania oznacza kopalnię rudy lub kruszcu, a nazwa ta pochodzi z języka węgierskiego (banyá). W Tatrach np. istnieje wiele nazw pochodzących od tego słowa i wszystkie związane są z dawnymi kopalniami. Można więc przypuszczać, że również na stokach tej Bani kiedyś istniały jakieś kopalnie i stąd pochodzi nazwa szczytu.
Polskie stoki Bani znajdują się w granicach miejscowości Rycerka Górna w województwie śląskim, w powiecie żywieckim, w gminie Rajcza. W regionalizacji fizycznogeograficznej Polski według Jerzego Kondrackiego Grupa Wielkiej Raczy zaliczana jest do Beskidu Żywieckiego, w nowszej polskiej regionalizacji z 2018 roku do Beskidu Żywiecko-Orawskiego, na Słowacji do Beskidu Kisuckiego.

## Szlaki turystyczne
odcinek: Wielka Racza – Przełęcz Przegibek – Bania – Przegibek – Majcherowa – Przełęcz pod Rycerzową
 Przełęcz Przegibek – Majcherowa – Przełęcz Halna